# 1re série 1956/57
Die Saison 1956/57 war die 35. Spielzeit der 1re série, der höchsten französischen Eishockeyspielklasse. Meister wurde zum ersten Mal in der Vereinsgeschichte überhaupt der Athletic Club de Boulogne-Billancourt.

## Finalturnier
|    | Klub                                  | Sp | S | U | N | T  | GT | Punkte |
| -- | ------------------------------------- | -- | - | - | - | -- | -- | ------ |
| 1. | Athletic Club de Boulogne-Billancourt | 2  | 2 | 0 | 0 | 13 | 2  | 4      |
| 2. | Club des patineurs lyonnais           | 2  | 1 | 0 | 1 | 6  | 8  | 2      |
| 3. | Chamonix Hockey Club                  | 2  | 0 | 0 | 2 | 3  | 12 | 0      |

Sp = Spiele, S = Siege, U = Unentschieden, N = Niederlagen